# Новоівановка (Балейський район)
Новоіва́новка (рос. Новоивановка) — село у складі Балейського району Забайкальського краю, Росія. Входить до складу Матусовського сільського поселення.
Стара назва — Новоівановськ.

## Населення
Населення — 197 осіб (2010; 247 у 2002).
Національний склад (станом на 2002 рік):
- росіяни — 100 %